# Козлов Дмитро Олександрович
Дмитро Олександрович Козлов (рос. Дмитрий Александрович Козлов; 6 січня 1990, м. Омськ, СРСР) — російський хокеїст, захисник. Виступає за «Зауралля» (Курган) у Вищій хокейній лізі. 1-й розряд.

## З життєпису
Хокеєм почав займатися у 1994 році, перший тренер — Віктор Стародубцев. Вихованець хокейної школи «Авангард» (Омськ). Виступав за «Авангард-2» (Омськ), «Омські Яструби», «Авангард» (Омськ).